# Filiz Akın

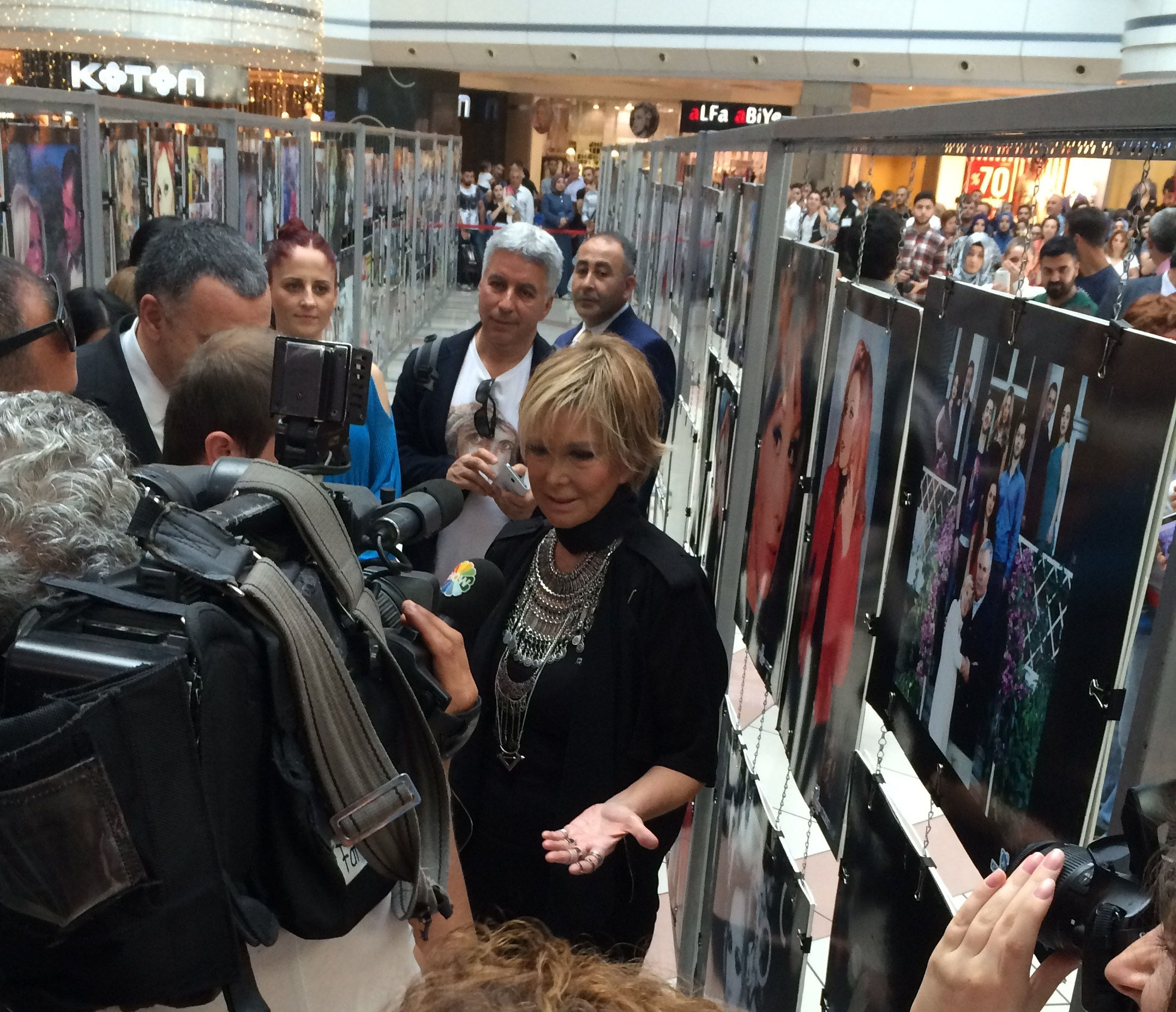
Filiz Akın (2016)

Filiz Akın (* 2. Januar 1943 in Ankara als Suna Akın; † 21. März 2025 in Istanbul) war eine türkische Schauspielerin.

## Leben
Akın studierte zunächst am TED Ankara Kolleg Archäologie, bevor sie im Jahr 1962 den Schauspielerwettbewerb der Zeitschrift „Filmstar“ gewann.
Sie begann ihre Schauspielkarriere 1962 mit Akasyalar Açarken und spielte in über 120 Filmen, mit Kollegen wie Ediz Hun, Kartal Tibet und Tarık Akan. Für ihre Rolle der deutschen Agentin Hilda in dem Film Ankara Ekspresi nach der Romanvorlage von Esat Mahmut Karakurt bekam sie die Goldene Orange als beste Darstellerin.
Nach einer Therapie 2004 besiegte Filiz Akın eine Erkrankung an Nasenrachenkrebs. Sie gab nach ihrer Genesung Seminare zum Thema Krebs und verfasste 2005 das Buch Hayata Merhaba (Ein Hallo an das Leben). Mit diesem Buch wollte sie u. a. kranke Menschen erreichen und ihnen Mut machen. 2006 schrieb sie das Buch Filiz Akın ile Güzellik, Zayıflama ve Genç Kalma Üzerine zum gesunden Leben.
Sie war verheiratet mit Sönmez Köksal und Mutter von İlker İnanoğlu. Ihr Sohn stammt aus Akıns erster Ehe mit dem Regisseur Türker İnanoğlu. İlker İnanoğlu war als Kinderstar als Yumurcak bekannt und wirkte weiter als Schauspieler. In allen Filmen der Yumurcak-Reihe sowie im französischen Kriminalfilm Le ricain (Der gnadenlose Vollstrecker) von 1977 standen Mutter Filiz Akın und Sohn İlker İnanoğlu gemeinsam vor der Kamera.

## Filmografie (Auswahl)
- 1962: Sehvet uçurumu
- 1964: Gurbet Kuşlari
- 1968: Kader
- 1970: Ankara Ekspresi
- 1971: Umutsuzlar
- 1972: Tatlı Dillim
- 1974: Karate Girl (Karateci Kiz)
- 1975: Der gnadenlose Vollstrecker (Le Ricain)